# Торба

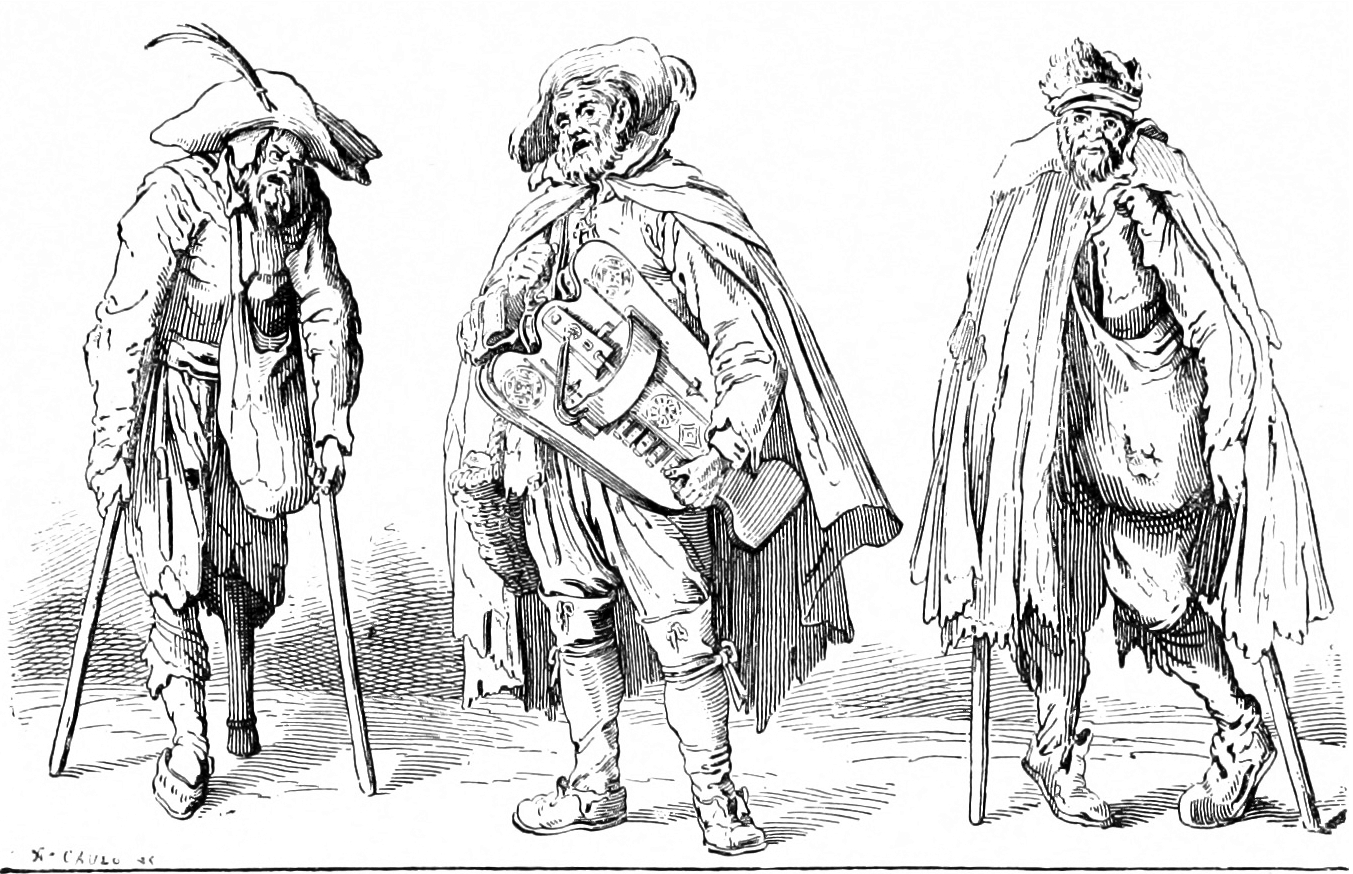
Музиканти-жебраки з торбами

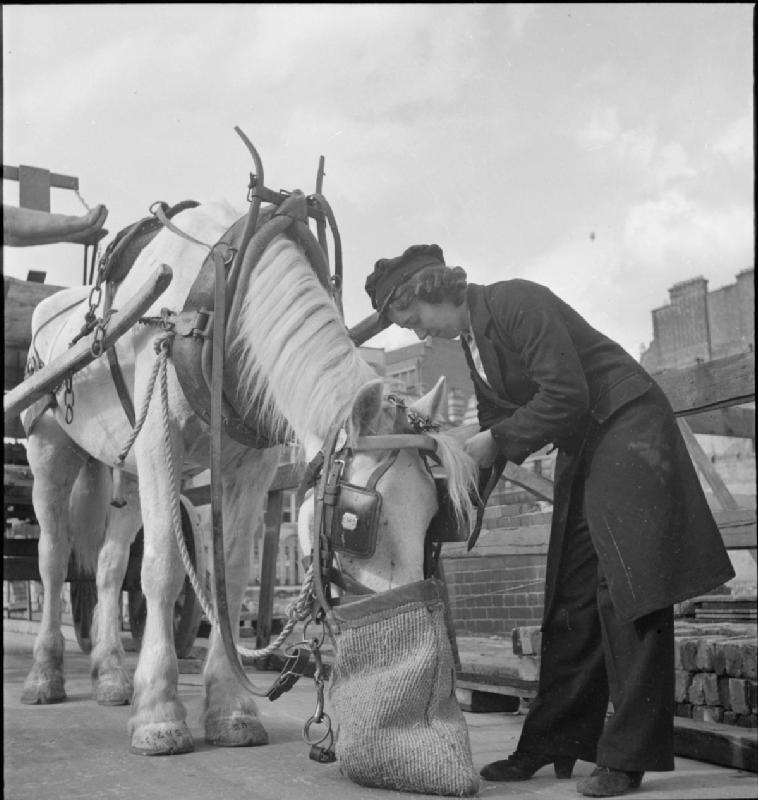
Годування коня з торби-рептуха

То́рба (запозичення з тюрських мов), зменш. торби́на — вид дорожнього мішка, що його зазвичай носять за плечима.
Використовувалась як дорожній речовий мішок, а також як переносні ясла для тварин — таку торбу називають ре́птух (діал. опа́лка, пихті́р).
Торба пов'язувалась з жебракуванням: «іти (ходити) з торбами (з торбою)» означає «жебракувати», «торби начепити (почепити), піти з торбами» — «дійти до жебрання», «пускати з торбою» — «довести до розорення». Жебраків називали «торбарями».

## Види торб
- Дзьобня — вовняна торба, яку носили українські жінки та дівчата
- Рептух — торба для годування коней
- Табівка — чоловіча шкіряна торба з металевими оздобами
- Тайстра — гуцульська торба

## Мовні звороти
- Вишептавсь, як рак у торбі — перестав рухатись
- Не вартий і торби січки — нічого не вартий
- Носитися (панькатися), як з писаною торбою — ставитися до кого-, чого-небудь ніби до цінного, важливого
- Носитися, як дурень з писаною торбою — приділяти велику увагу тому, що її не варте
- Розноситися, як старець з писаною торбою — почати приділяти занадто багато уваги кому-, чому-небудь
- Повна торба — дуже багато
- Повну торбу розказати — багато повідати
- Торба лиха і мішок біди — дуже багато неприємностей
- Йому торба — кінець, загибель